# Шмавер (Нова Гориця)
Шмавер (словен. Šmaver) — поселення на правому березі річки Соча на північ від міста Солкан в общині Нова Гориця, Регіон Горишка, Словенія. Висота над рівнем моря: 291,2 м.